# Lore (Adelsgeschlecht)

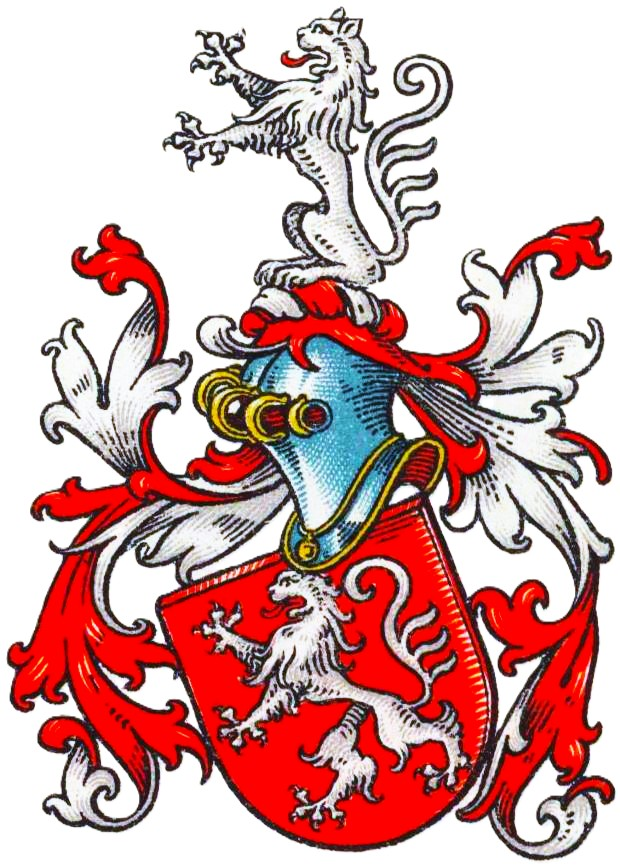
Wappen derer von Lore im Wappenbuch des Westfälischen Adels

Lore ist der Name eines erloschenen westfälischen Uradelsgeschlechts.

## Geschichte
Das Geschlecht stellte Burgmänner zu Kamen. Es erscheint erstmals 1259 mit Hugo de Lore, Ministeriale des Grafen Dietrich von Altena-Isenberg, in einer Urkunde des Letzteren, mit der er bestätigte, dass Hugo zusammen mit seinen beiden Schwestern sein Haus in Lore (domum suam in Lore sitam) für 20 Mark dem Kloster Elsey versetzt hatte. 1269 waren Bernd und Henrich von Lore Lehnsnehmer des Grafen Engelbert I. von der Mark. Gert de Lore war 1374 Bürgermeister in Kamen. Ein Gert von Lore erscheint auch 1403. 1416 erscheinen derselbe Gert von Lore und Friderich von Lore unter adeligen Zeugen zu Langendreer. Derselbe Friedrich besiegelte 1426 eine Urkunde. Johann Lore war 1414 Bürgermeister von Kamen. Schließlich erscheinen noch Drudeke des Lores (1417) und Johan dey Lore (1430).
Weitere Familienmitglieder sind nicht bekannt bzw. können der Familie nicht sicher zugeordnet werden.

## Wappen
Blasonierung: In Rot ein silberner (rechtsschreitender) Löwe. Auf dem rot-silbern bewulsteten Helm mit rot-silbernen Helmdecken der Löwe sitzend.
Nach einem bei Johann Dietrich von Steinen dargestellten Siegel, war der Schild mehrfach geteilt, davor der Löwe. So stellt auch Anton Fahne das Wappen der Familie dar.